# Nisina
La nisina è un polipeptide policiclico costituito da 34 amminoacidi, utilizzato come conservante alimentare. È una batteriocina prodotta dal batterio Lactococcus lactis. Contiene amminoacidi inusuali: lantionina (Lan), metil-lantionina (MeLan), deidroalanina (Dha) e acido deidroamminobutirrico (Dhb), introdotti per modificazioni post-traduzionali del polipeptide precursore.
La nisina non viene sintetizzata artificialmente, ma è ottenuta partendo da substrati naturali come il latte.

## Applicazioni
L'uso più comune della nisina è quello di additivo alimentare come conservante. È infatti associata al numero E 234. 
Essendo un composto stabile ad un pH acido (3,5-6,5) viene utilizzato in particolari tipi di formaggi, nello yogurt, in condimenti quali maionese e ketchup, oltre che nella carne e nel pesce. Nell'Unione Europea può essere utilizzato esclusivamente nei formaggi, nelle uova liquide pastorizzate e in alcuni dessert (budini di semolino e di tapioca e prodotti analoghi), con limiti che vanno dai 3 a 12,5 mg/kg.
Viene inoltre utilizzata come emulsionante e stabilizzante in ambito cosmetico e farmaceutico.